# Leichtathletik-Europameisterschaften 2022/3000 m Hindernis der Männer

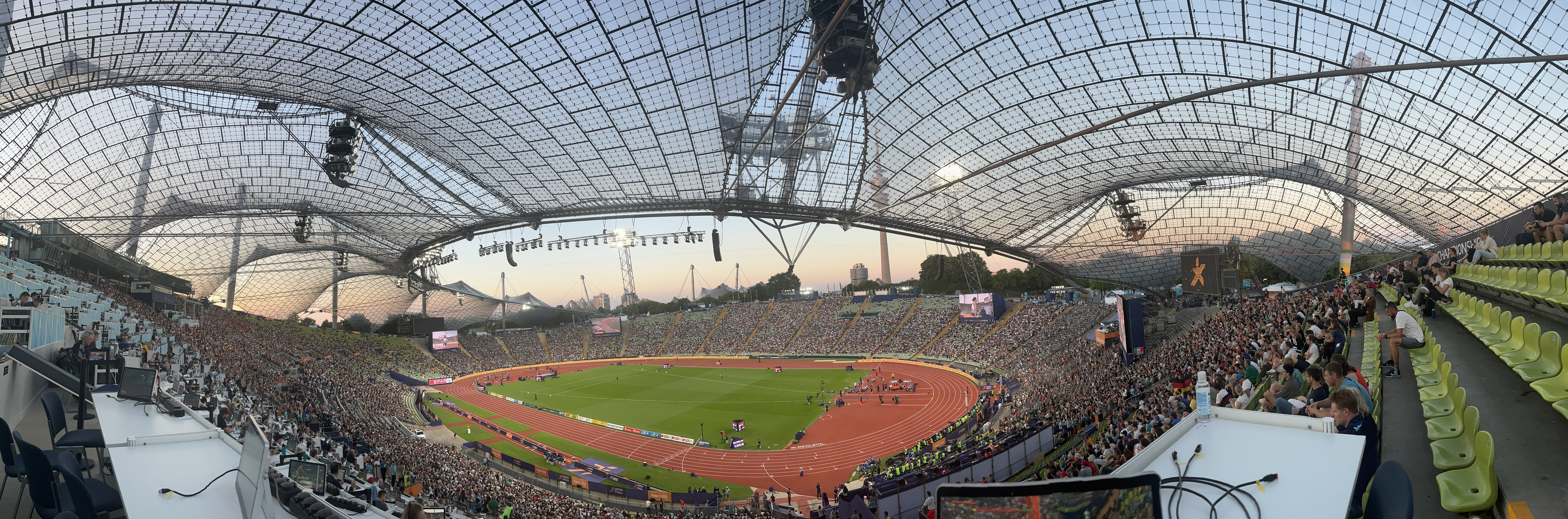
Das Olympiastadion in München während der Europameisterschaften 2022

Der 3000-Meter-Hindernislauf der Männer bei den Leichtathletik-Europameisterschaften 2022 wurde am 16. und 19. August 2022 im Olympiastadion der deutschen Stadt München ausgetragen.
Mit Silber und Bronze errangen die italienischen Hindernisläufer in diesem Wettbewerb zwei Medaillen. Europameister wurde der Finne Topi Raitanen. Er gewann vor Ahmed Abdelwahed und Osama Zoghlami.

## Rekorde

### Bestehende Rekorde
| Weltrekord           | 7:53,63 min | Saif Saaeed Shaheen         | Brüssel, Belgien      | 3. September 2004 |
| Europarekord         | 8:00,09 min | Mahiedine Mekhissi-Benabbad | Paris, Frankreich     | 6. Juli 2013      |
| Meisterschaftsrekord | 8:07,87 min | Mahiedine Mekhissi-Benabbad | EM Barcelona, Spanien | 1. August 2010    |

Der bestehende EM-Rekord wurde bei diesen Europameisterschaften nicht erreicht. Die schnellste Zeit erzielte der finnische Europameister Topi Raitanen im Finale mit 8:21,80 min, womit er 13,93 s über dem Rekord blieb. Zum Europarekord fehlten ihm 21,71 s, zum Weltrekord 28,17 s.

## Legende
| DNF | Wettkampf nicht beendet (did not finish) |

## Vorrunde
16. August 2022
Die Vorrunde wurde in zwei Läufen durchgeführt. Die ersten fünf Athleten pro Lauf – hellblau unterlegt – sowie die darüber hinaus fünf zeitschnellsten Läufer – hellgrün unterlegt – qualifizierten sich für das Finale.

### Vorlauf 1

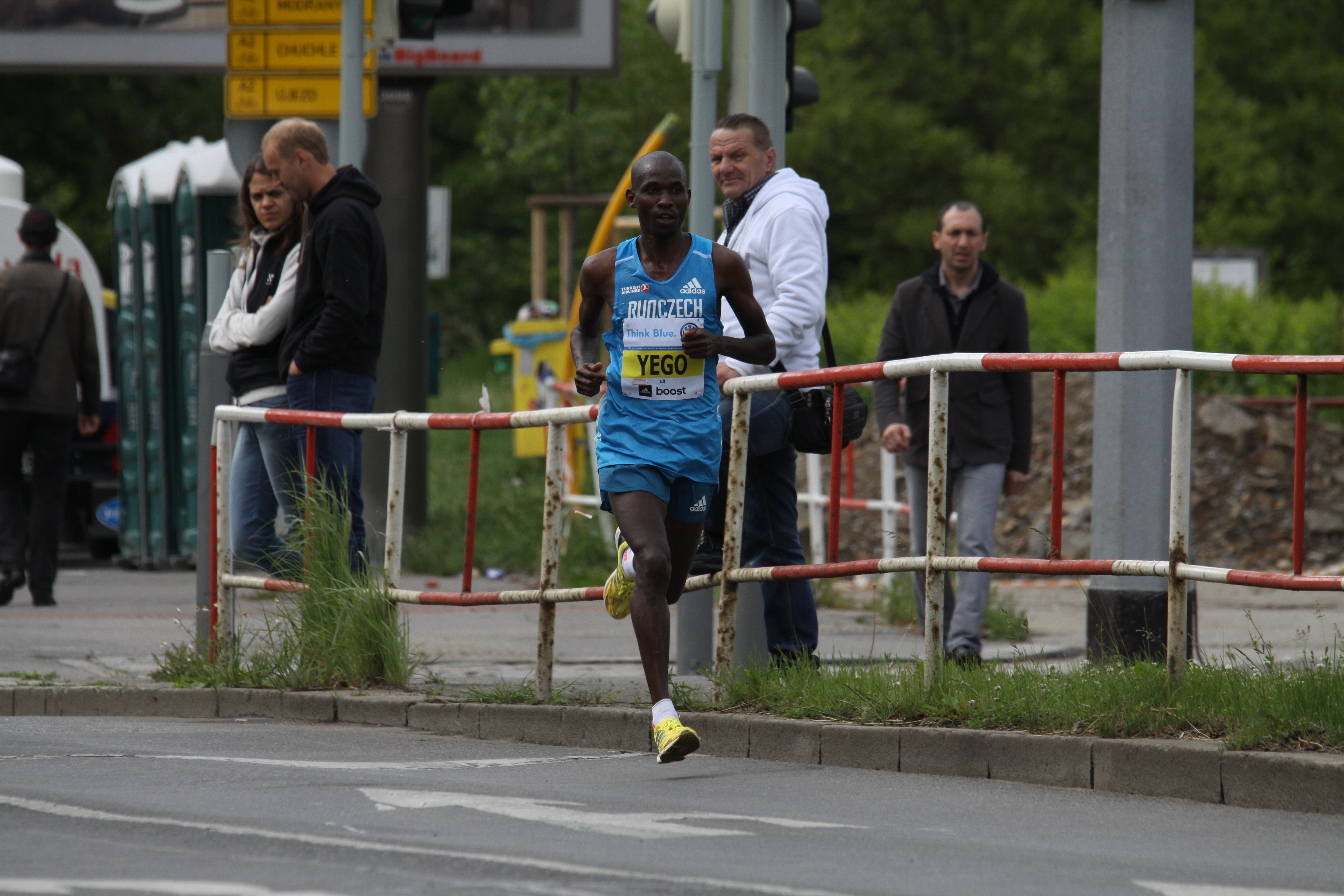
Hilal Yego – ausgeschieden als Dreizehnter des ersten Vorlaufs

16. August 2022, 11:40 Uhr MESZ
| Platz | Name                  | Nation         | Zeit (min) |
| ----- | --------------------- | -------------- | ---------- |
| 1     | Osama Zoghlami        | Italien        | 8:30,67    |
| 2     | Karl Bebendorf        | Deutschland    | 8:31,67    |
| 3     | Tom Erling Kårbø      | Norwegen       | 8:32,22    |
| 4     | Louis Gilavert        | Frankreich     | 8:32,26    |
| 5     | Víctor Ruiz           | Spanien        | 8:32,48    |
| 6     | Ala Zoghlami          | Italien        | 8:32,82    |
| 7     | Sebastián Martos      | Spanien        | 8:34,19    |
| 8     | Emil Blomberg         | Schweden       | 8:35,22    |
| 9     | Vidar Johansson       | Schweden       | 8:38,42    |
| 10    | Jamaine Coleman       | Großbritannien | 8:39,22    |
| 11    | István Palkovits      | Ungarn         | 8:40,47    |
| 12    | Damián Vích           | Tschechien     | 8:41,43    |
| 13    | Hilal Yego            | Türkei         | 8:43,76    |
| 14    | Michael Curti         | Schweiz        | 8:56,46    |
| 15    | Simão Bastos          | Portugal       | 8:57,27    |
| 16    | Nahuel Carabaña       | Andorra        | 9:37,74    |
| DNF   | Axel Vang Christensen | Dänemark       |            |

### Vorlauf 2

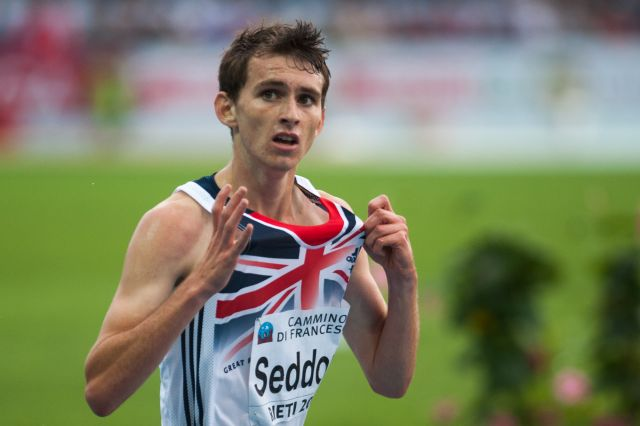
Zak Seddon – ausgeschieden als Elfter des zweiten Vorlaufs
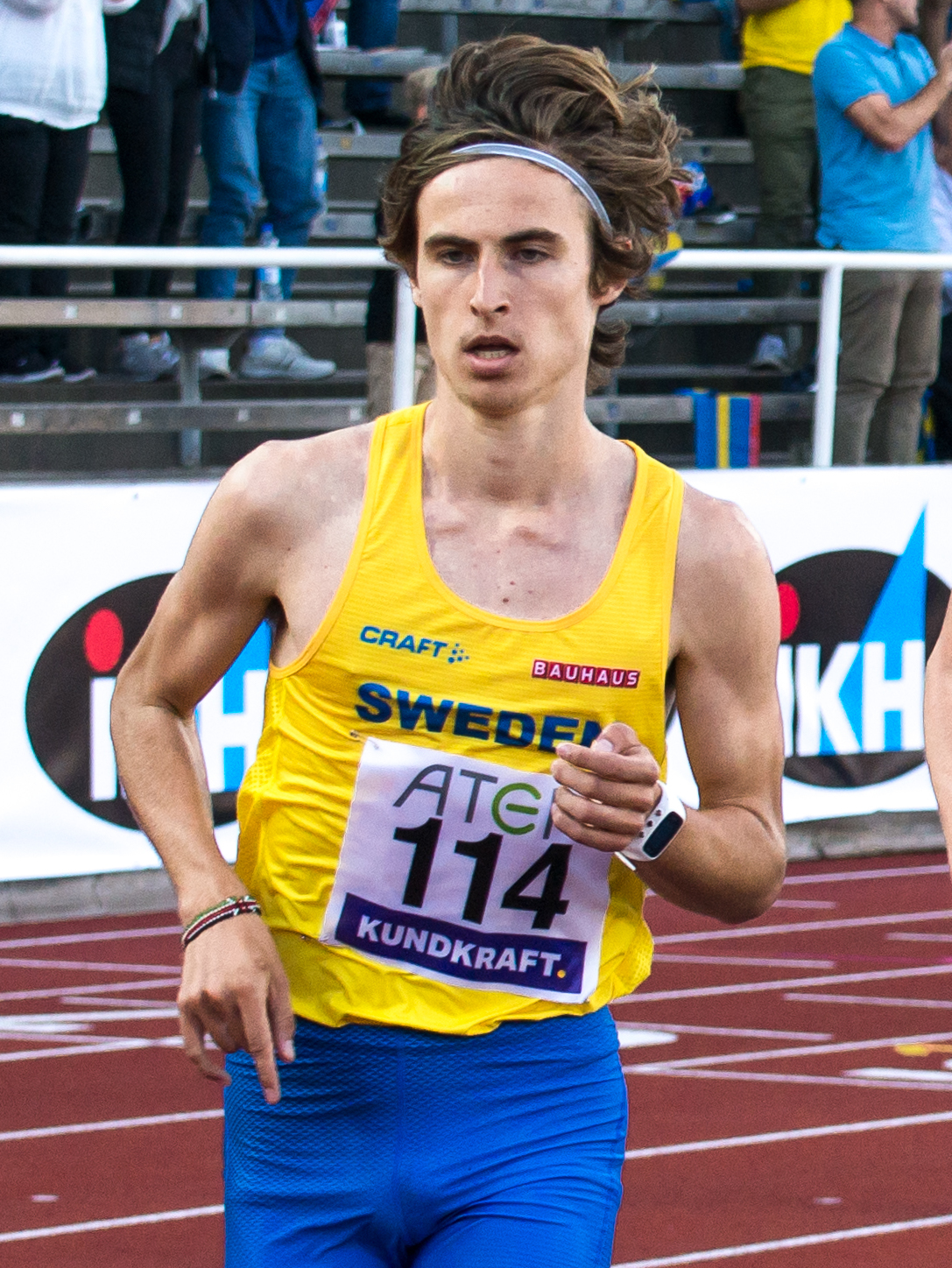
Simon Sundström – ausgeschieden als Zwölfter des zweiten Vorlaufs
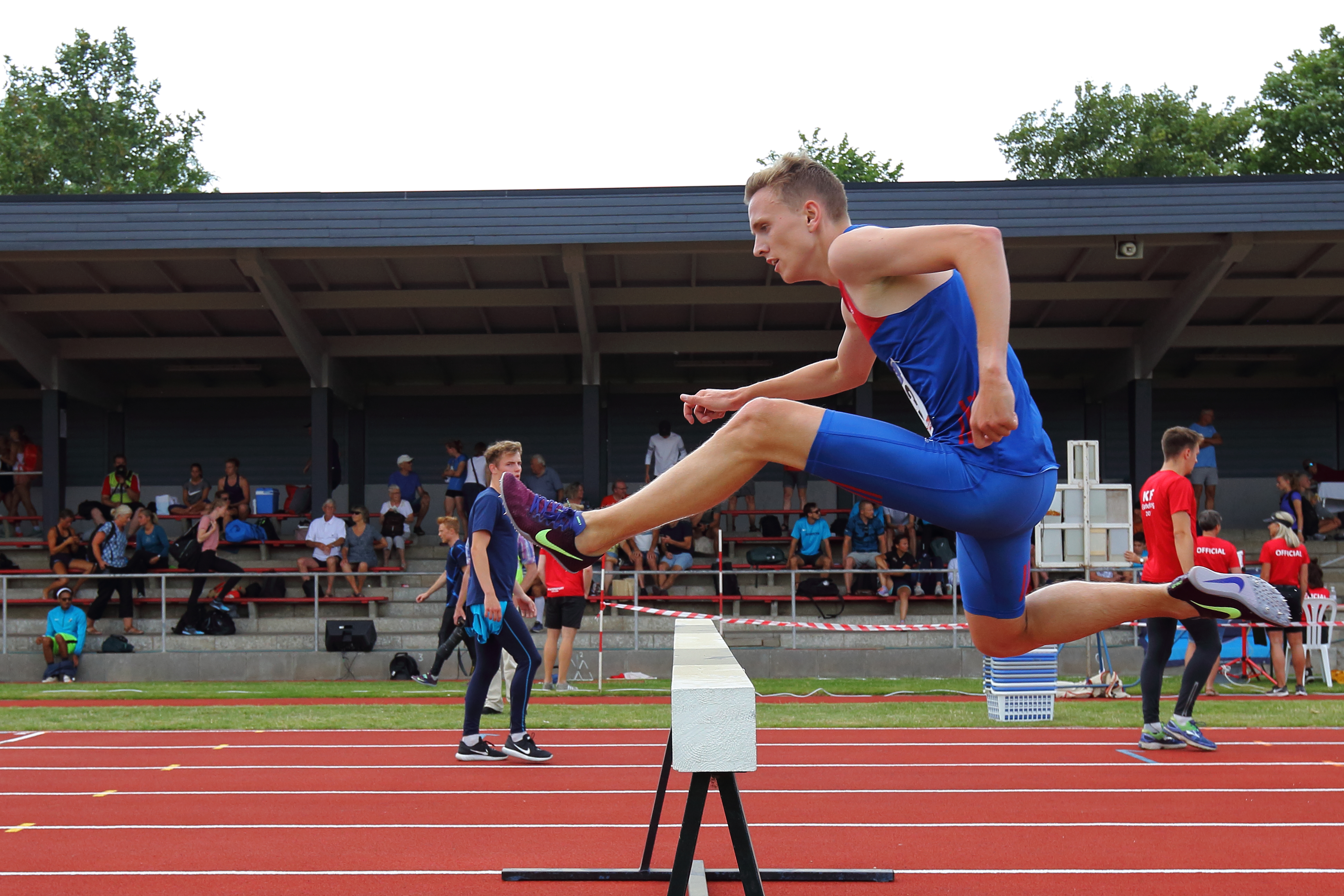
Jakob Dybdal Abrahamsen – ausgeschieden als Vierzehnter des zweiten Vorlaufs
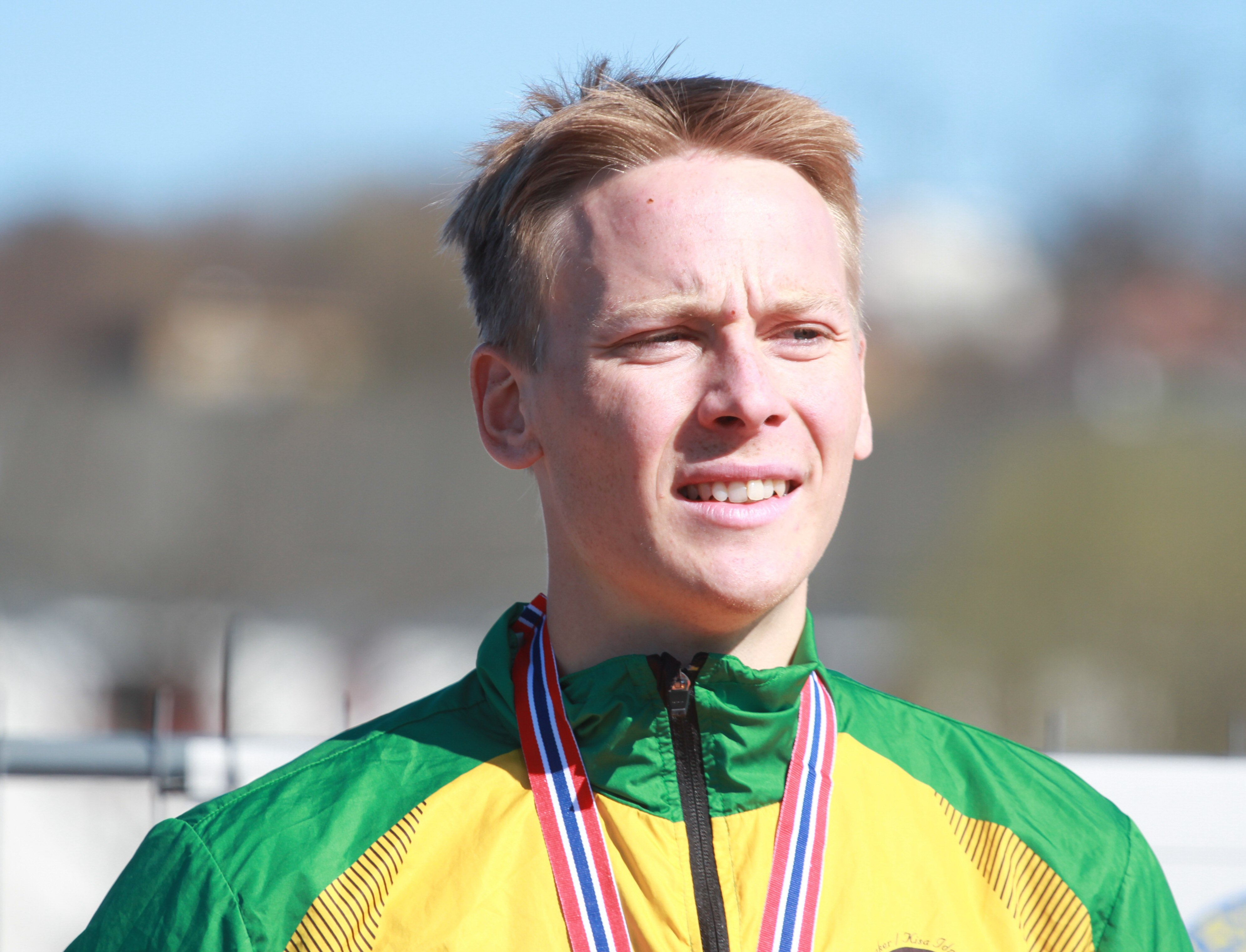
Fredrik Sandvik – ausgeschieden als Fünfzehnter des zweiten Vorlaufs

16. August 2022, 11:57 Uhr MESZ
| Platz | Name                    | Nation         | Zeit (min) |
| ----- | ----------------------- | -------------- | ---------- |
| 1     | Ahmed Abdelwahed        | Italien        | 8:30,92    |
| 2     | Jacob Boutera           | Norwegen       | 8:31,03    |
| 3     | Phil Norman             | Großbritannien | 8:32,00    |
| 4     | Daniel Arce             | Spanien        | 8:32,27    |
| 5     | Topi Raitanen           | Finnland       | 8:33,51    |
| 6     | Niklas Buchholz         | Deutschland    | 8:33,89    |
| 7     | Djilali Bedrani         | Frankreich     | 8:35,57    |
| 8     | Etson Barros            | Portugal       | 8:38,04    |
| 9     | Tim Van de Velde        | Belgien        | 8:38,23    |
| 10    | Mehdi Belhadj           | Frankreich     | 8:42,38    |
| 11    | Zak Seddon              | Großbritannien | 8:46,74    |
| 12    | Simon Sundström         | Schweden       | 8:50,30    |
| 13    | Frederik Ruppert        | Deutschland    | 9:01,93    |
| 14    | Jakob Dybdal Abrahamsen | Dänemark       | 9:05,26    |
| 15    | Fredrik Sandvik         | Norwegen       | 9:05,47    |
| 16    | Rémi Schyns             | Belgien        | 9:21,85    |
| DNF   | Miguel Borges           | Portugal       |            |

## Finale

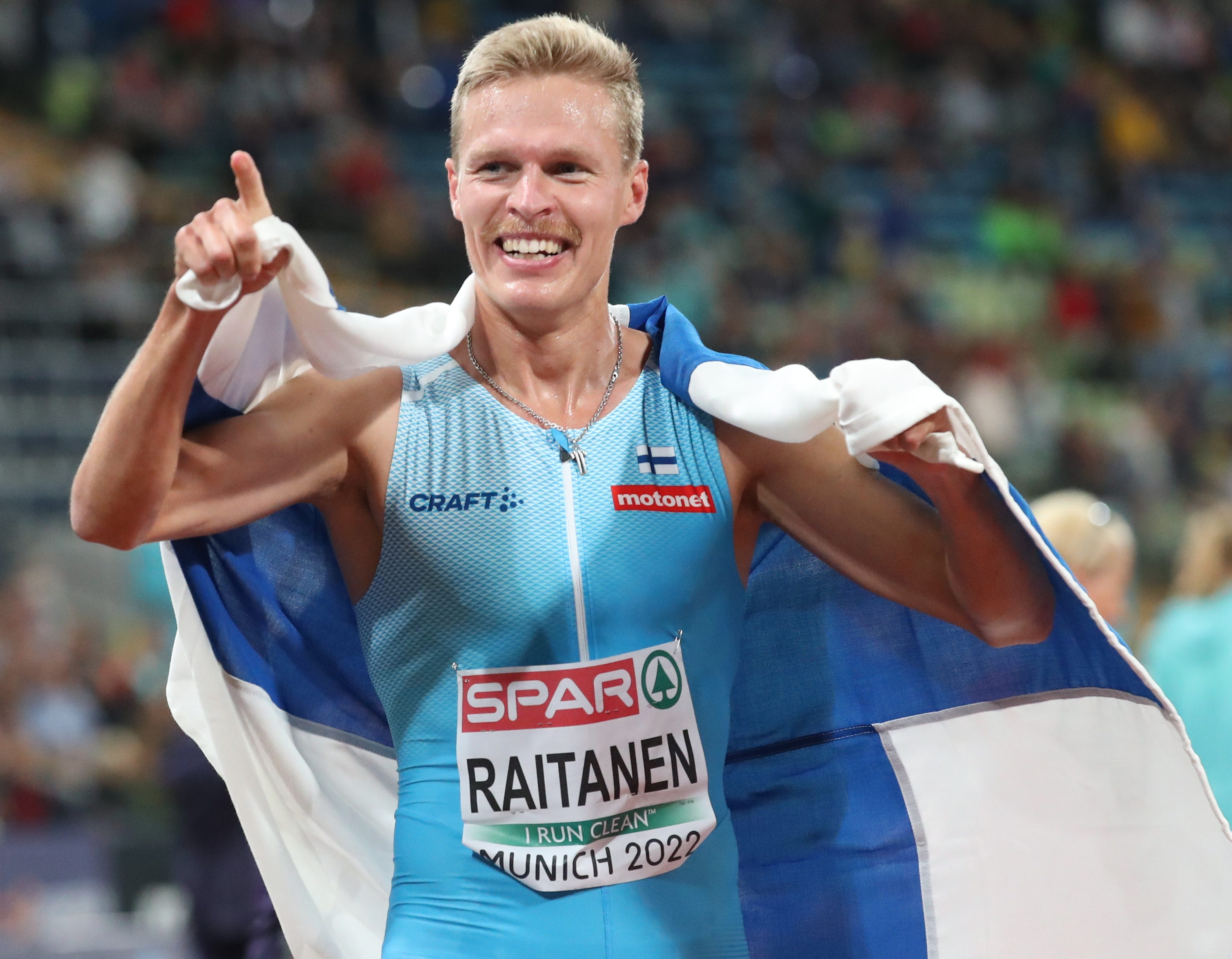
Europameister Topi Raitanen
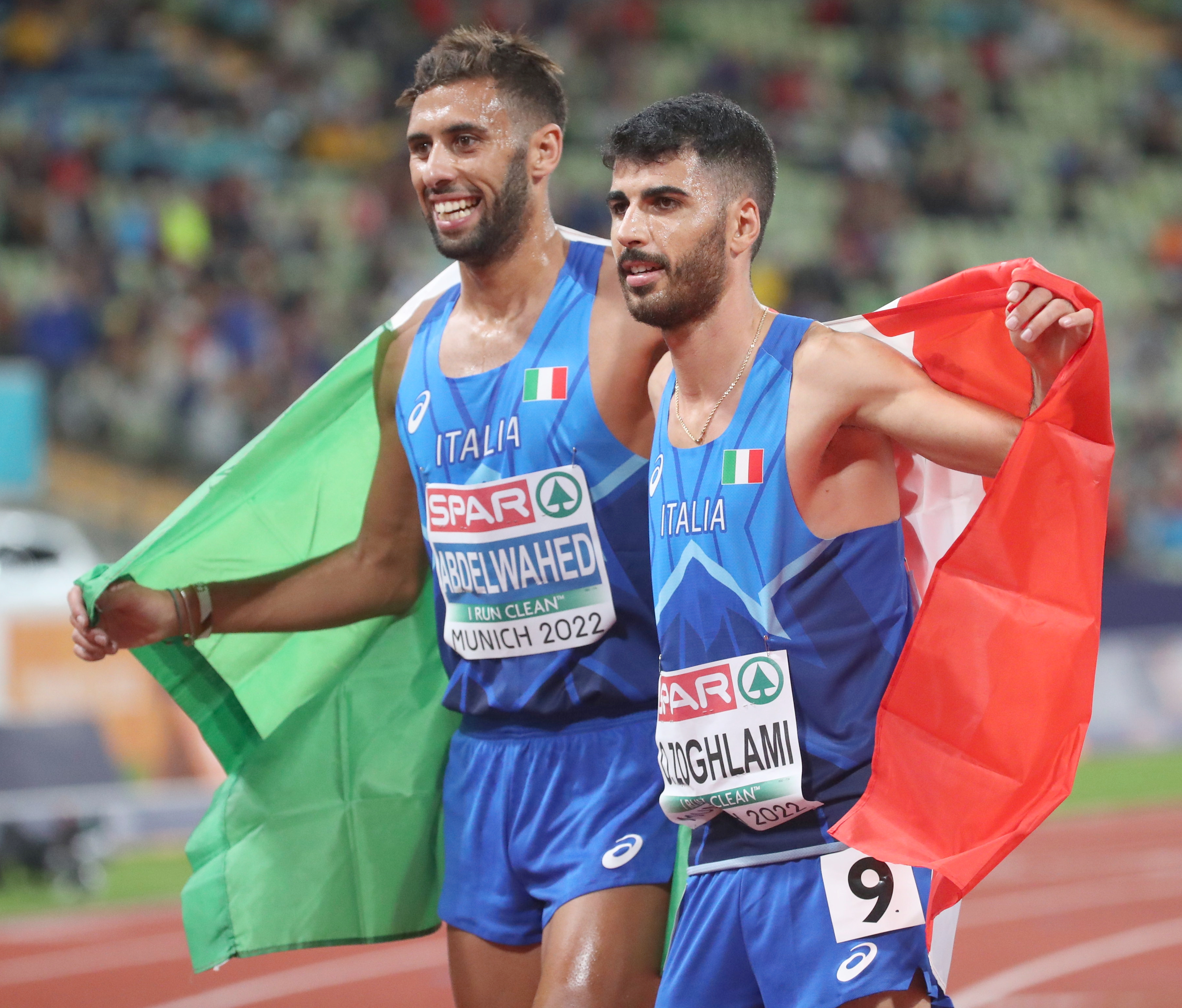
Vizeeuropameister Ahmed Abdelwahed und Bronzemedaillengewinner Osama Zoghlami

19. August 2022, 21:00 Uhr MESZ
| Platz | Name             | Nation         | Zeit (min) |
| ----- | ---------------- | -------------- | ---------- |
| 1     | Topi Raitanen    | Finnland       | 8:21,80    |
| 2     | Ahmed Abdelwahed | Italien        | 8:22,35    |
| 3     | Osama Zoghlami   | Italien        | 8:23,44    |
| 4     | Daniel Arce      | Spanien        | 8:25,00    |
| 5     | Karl Bebendorf   | Deutschland    | 8:26,49    |
| 6     | Sebastián Martos | Spanien        | 8:26,69    |
| 7     | Ala Zoghlami     | Italien        | 8:27,82    |
| 8     | Djilali Bedrani  | Frankreich     | 8:28,52    |
| 9     | Phil Norman      | Großbritannien | 8:33,05    |
| 10    | Emil Blomberg    | Schweden       | 8:33,09    |
| 11    | Jacob Boutera    | Norwegen       | 8:33,38    |
| 12    | Tom Erling Kårbø | Norwegen       | 8:33,57    |
| 13    | Víctor Ruiz      | Spanien        | 8:37,24    |
| 14    | Niklas Buchholz  | Deutschland    | 8:37,51    |
| 15    | Louis Gilavert   | Frankreich     | 8:39,62    |

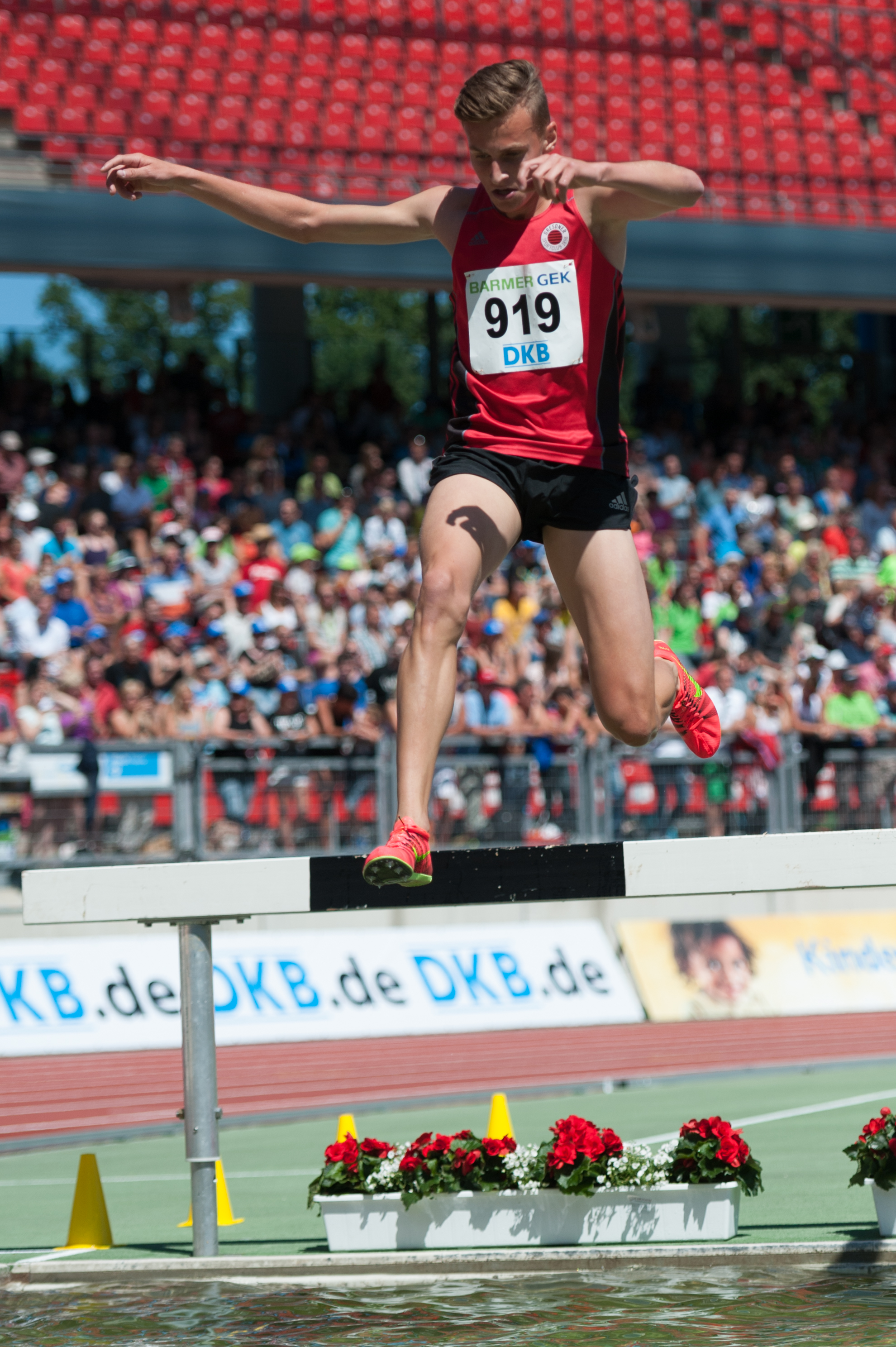
Karl Bebendorf belegte Rang fünf
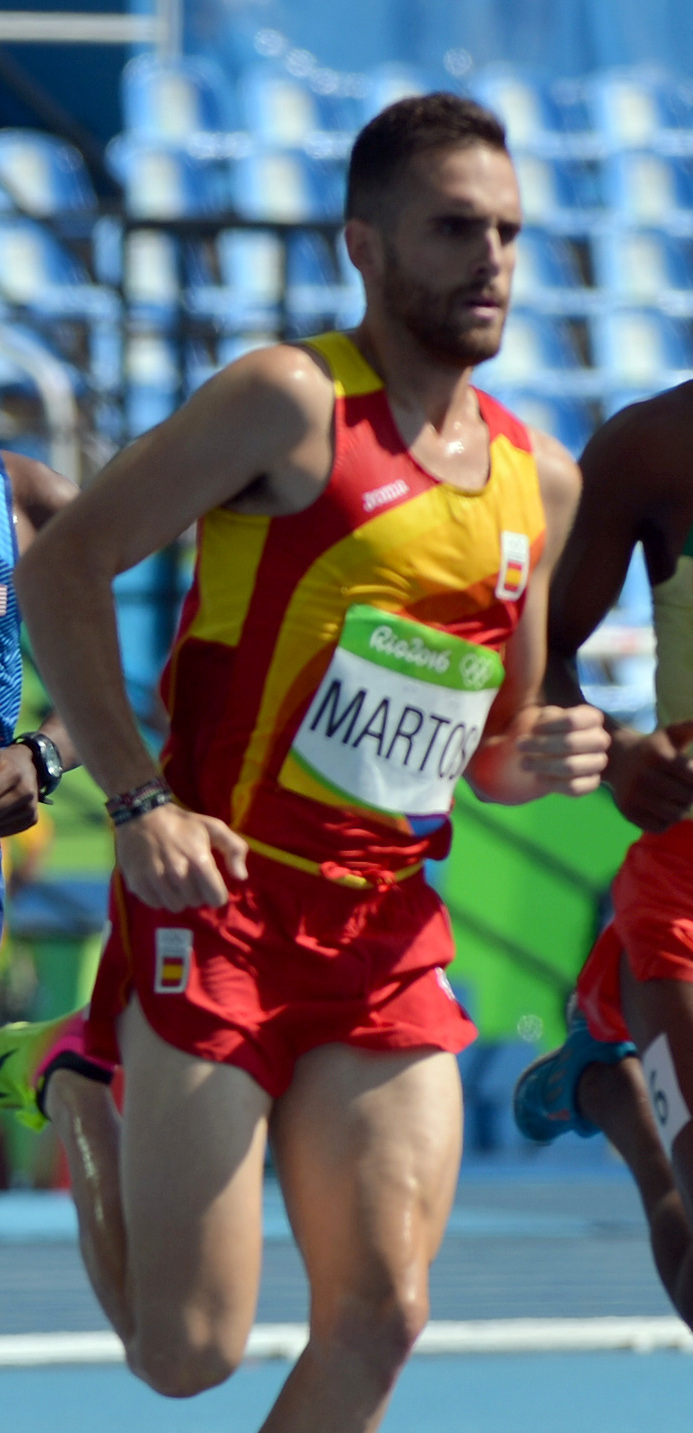
Sebastián Martos kam auf den sechsten Platz
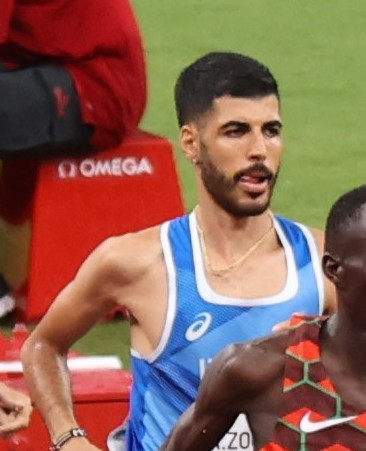
Ala Zoghlami erreichte Platz sieben

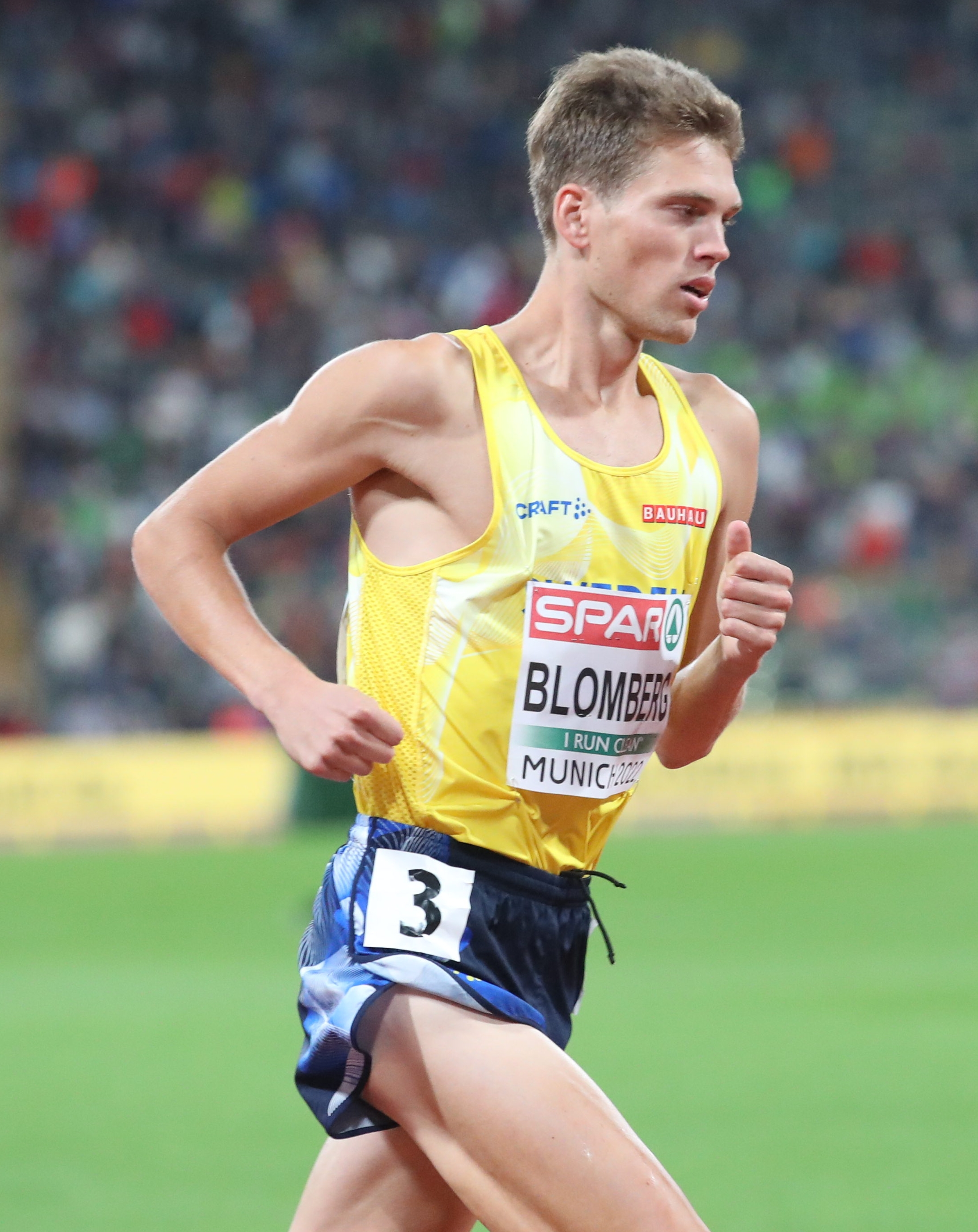
Der zehntplatzierte Emil Blomberg
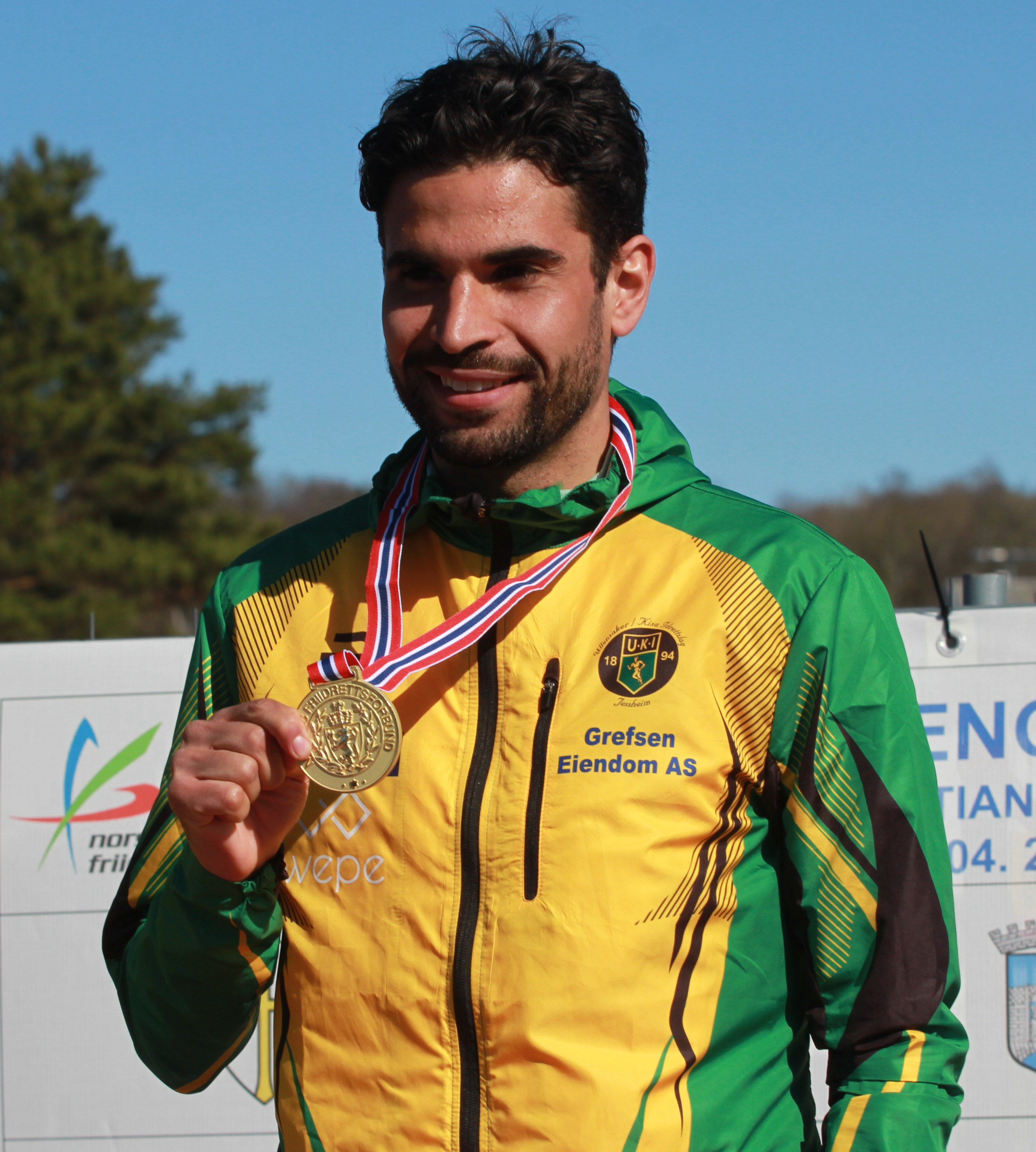
Jacob Boutera wurde Elfter
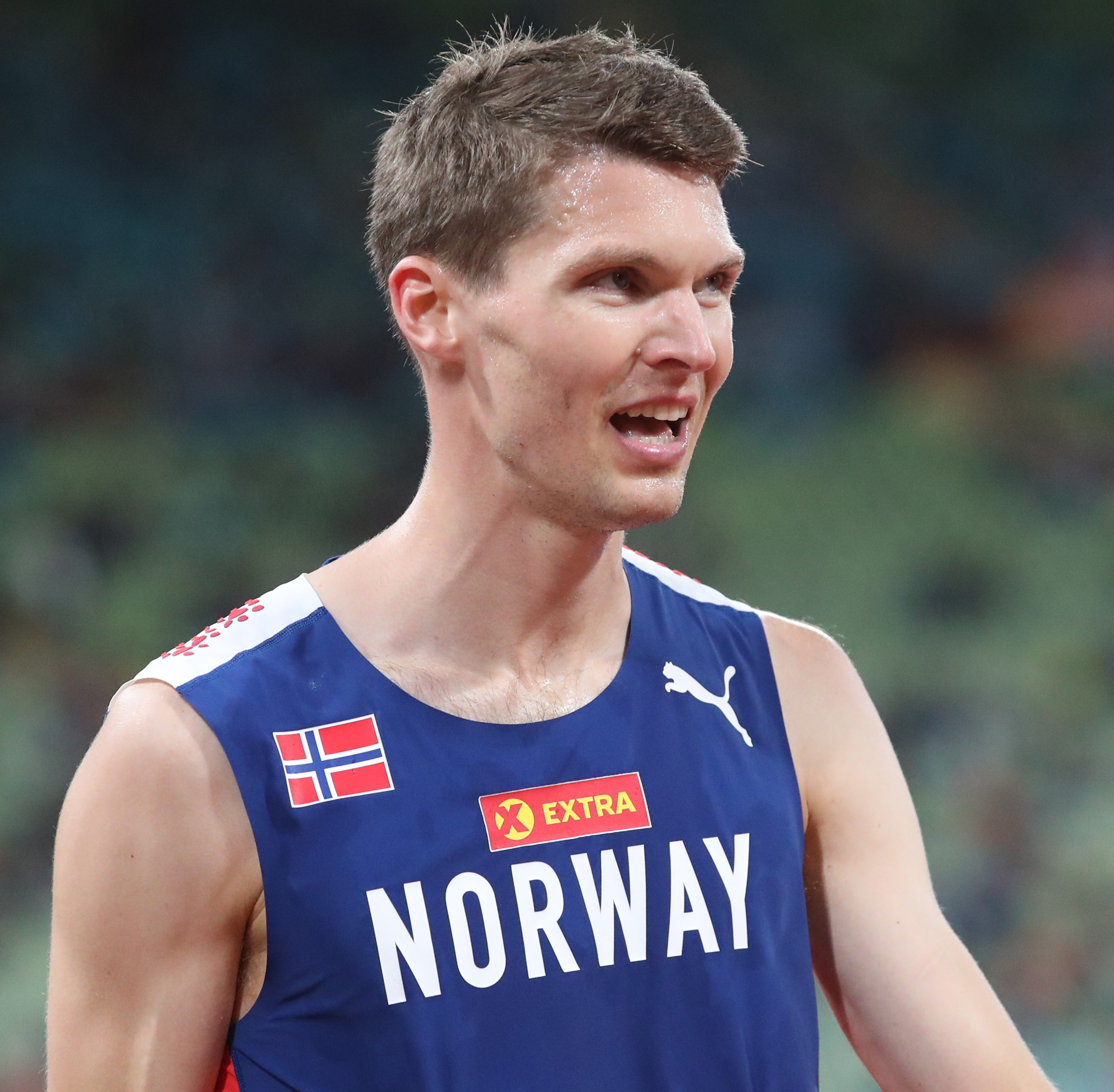
Rang zwölf für Tom Erling Kårbø
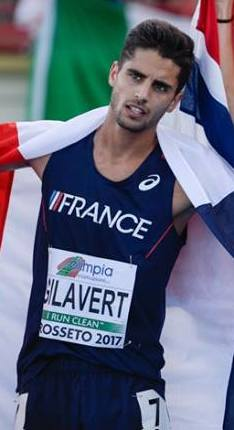
Louis Gilavert – Platz fünfzehn

## Videolink
- Topi Raitanen WINS GOLD, Men's 3000m Steeplechase FINALS, European Athletics Championship 2022, youtube.com, abgerufen am 5. April 2023